# Acanthodelta unilinea
Acanthodelta unilinea är en fjärilsart som beskrevs av Louis Beethoven Prout. Acanthodelta unilinea ingår i släktet Acanthodelta och familjen nattflyn. Inga underarter finns listade i Catalogue of Life.